# Сокращения гидроакустики
Гидроаку́стика — раздел акустики, изучающий излучение, приём и распространение звуковых волн в реальной водной среде. Ниже приведен глоссарий сокращений, используемых в гидроакустике.

### Список сокращений

#### Б
| Аббревиатура | Значение                                     |
| ------------ | -------------------------------------------- |
| БГБО         | батиметрический гидролокатор бокового обзора |

#### В
| Аббревиатура | Значение                                  |
| ------------ | ----------------------------------------- |
| ВРСЗ         | вертикальное распределение скорости звука |

#### Г
| Аббревиатура | Значение                                                 |
| ------------ | -------------------------------------------------------- |
| ГАП          | гидроакустические преобразователи                        |
| ГАС          | гидроакустические средства (системы)                     |
| ГБО          | гидролокатор бокового обзора                             |
| ГБОСА        | гидролокатор бокового обзора с синтезированной апертурой |
| ГИС          | географическая информационная система                    |
| ГЛС          | гидролокационные станции                                 |

#### Д
| Аббревиатура | Значение                                  |
| ------------ | ----------------------------------------- |
| ДД           | дальность действия                        |
| ДН           | пространственная диаграмма направленности |

#### К
| Аббревиатура | Значение                                             |
| ------------ | ---------------------------------------------------- |
| КИП          | коэффициент использования поверхности                |
| КК           | коэффициент концентрации                             |
| КОК          | коэффициент осевой концентрации                      |
| КЭМС         | энергетический коэффициент электромеханической связи |
| КЭМТ         | коэффициент электромеханической трансформации        |

#### М
| Аббревиатура | Значение                                   |
| ------------ | ------------------------------------------ |
| МЛЭ          | Многолучевой эхолот                        |
| МГО          | Международная Гидрографическая организация |

#### Н
| Аббревиатура | Значение                       |
| ------------ | ------------------------------ |
| НИС          | научно-исследовательское судно |

#### О
| Аббревиатура | Значение                |
| ------------ | ----------------------- |
| ОСП          | отношение сигнал/помеха |
| ОЛЭ          | однолучевой эхолот      |

#### П
| Аббревиатура | Значение                 |
| ------------ | ------------------------ |
| ПЗК          | Подводный звуковой канал |
| ПО           | порог обнаружения        |

#### Х
| Аббревиатура | Значение                                 |
| ------------ | ---------------------------------------- |
| ХН           | характеристикой направленности источника |

#### Ц
| Аббревиатура | Значение                |
| ------------ | ----------------------- |
| ЦМР          | цифровая модель рельефа |

#### Ш
| Аббревиатура | Значение                  |
| ------------ | ------------------------- |
| ШПС          | шумопеленгаторные станции |

#### Э
| Аббревиатура | Значение                                                          |
| ------------ | ----------------------------------------------------------------- |
| ЭГИС         | электронная гидрографическая информационная система               |
| ЭДД          | энергетическая дальность действия                                 |
| ЭКНИС        | электронная картографическая навигационная информационная система |
| ЭНК          | электронная навигационная карта                                   |